# البو لیک (شهرستان بکر، مینه‌سوتا)
البو لیک (به انگلیسی: Elbow Lake) یک منطقهٔ مسکونی در ایالات متحده آمریکا است که در شهرستان بکر، مینه‌سوتا واقع شده‌است. البو لیک ۹۵ نفر جمعیت دارد و ۴۸۷٫۹۹ متر بالاتر از سطح دریا واقع شده‌است.